# Olga Jančevecka
Olga Jančevecka (Brest-Litovsk, 1890. – Beograd, 27. studenog 1978.), jugoslavenska šansoneta ruskih korijena. Poslije prvog svjetskog rata s grupom putujućih ruskih muzikanta dolazi u Jugoslaviju gdje se afirmira ponajviše kao kabaretska pjevačica i interpretatorica ruskih šansona najprije u Zagrebu a potom i u Beogradu. Pamti se njezin début na beogradskom radiju 1931. godine. Pored pjevanja bavila se i komponiranjem inspirirana ruskim narodnim melosom i karakterističnim ruskim romansama koje je osjećajno i besprijekorno izvodila. Snimala je gramofonske ploče za PGP-RTB i talijanski Pioneer. Bila je autentičan predstavnik ruskog muzičkog izričaja i romansi u predratnoj Jugoslaviji, a i nakon oslobođenja nastavila je s uspješnom i bogatom karijerom koja je veoma dugo trajala.

#### Najpoznatije šansone
- Mimoza
- Plava maramica
- Majsko cvijeće
- Svi smo bili mladi
- Tri mornara